# فكر إيجابيا
فكر إيجابيا (بالإنجليزية: Think Positive)‏ هي منظمة غير حكومية تعنى بالتوعية والتحسيس وتوفير الدعم الاجتماعي للمصابين بالإيدز.

## حملة «الإيدز + فوبيا»
بدأت المنظمة في تنفيذ أنشطة حملتها الإقليمية ضد «فيروس نقص المناعة البشرية + فوبيا» في 15 أكتوبر 2009 في لبنان والأردن والمملكة العربية السعودية، بالتعاون مع برنامج العمل الوطني اللبناني، برنامج العمل الوطني الأردني، الجمعية السعودية للأشخاص المصابين بفيروس نقص المناعة البشرية، مركز بشرى الأردني، الشبكة العالمية للأشخاص المتعايشين مع فيروس الإيدز، الحملة العالمية لمكافحة الإيدز (WAC)، الرقص من أجل الحياة الدولية، برنامج الأمم المتحدة الإنمائي، صندوق الأمم المتحدة للسكان وصندوق Y-Peer.
تم تنفيذ العديد من الأنشطة الاجتماعية وأنشطة الضغط في البلدان الثلاثة مثل جمع التوقيعات من أجل قبول الأشخاص المصابين بفيروس نقص المناعة البشرية بشكل أفضل في مجتمعاتهم، والمحاضرات في المدارس والجامعات وغيرها من الأنشطة.
تسعى منظمة فكر إيجابيا إلى خلق شركاء جدد في بلدان أخرى في منطقة الشرق الأوسط وشمال إفريقيا بالتنسيق مع شركائها الرئيسيين.

## الرؤية
تهدف الجمعية إلى تقديم المشورة للشباب والنساء والفئات المهمشة (الأشخاص المصابين بفيروس نقص المناعة البشرية/الإيدز، والأشخاص الذين يتعاطون المخدرات، والرجال الذين يمارسون الجنس مع الرجال، وبائعات الهوى) في المجتمع اللبناني لبناء قدراتهم على المستويين الاجتماعي والسلوكي من أجل مواجهة التحديات الرئيسية بما في ذلك إدمان المخدرات، وفيروس نقص المناعة البشرية/السيدا، والأمراض المنقولة جنسيا، والعزلة الاجتماعية عن طريق تمكين هاته الفئات وإشراكها في العمل الاجتماعي.

## الأهداف
أهداف تأسيس المنظمة هي كالتالي:
- تأمين الخدمات الاجتماعية والصحية للمصابين مع فيروس نقص المناعة البشري/ السيدا.
- تطبيق نظام الإحالة بين الجمعيات.
- توعية فئة الشباب.

كما تهدف الجمعية إلى تمكين الفئات المستهدفة من أن تكون نشطة للغاية في نظم الرعاية الاجتماعية والصحية على المستوى الوطني من خلال بناء قدراتها ومهاراتها لتلبية احتياجاتهم اليومية تحت مظلة الإعلان العالمي لحقوق الإنسان والأهداف الإنمائية للألفية (MDGs)) للأمم المتحدة.

## مقالات متعلقة
- مفاهيم خاطئة عن الإصابة بالإيدز.